# VSDC Free Video Editor
VSDC Free Video Editor — професійна програма для нелінійного монтажу та редагування відео, створена компанією Flash-Integro LLC. VSDC здатний обробляти відеофайли будь-якого формату та роздільної здатності, включно з 4К UHD, а також записи у форматі 360° та відео в 3D. Редактор включає професійні інструменти корекції кольору, а також можливість відстежувати рух об'єктів на відео за допомогою модуля Motion tracking. Крім того, VSDC підтримує плагіни VirtualDub, дозволяє записувати відео з зі стільниці, голосові коментарі, DVD дисків, експортує файли без втрати якості, а також конвертує їх у потрібний формат для подальшого завантаження в Instagram, Facebook, YouTube та Twitter.

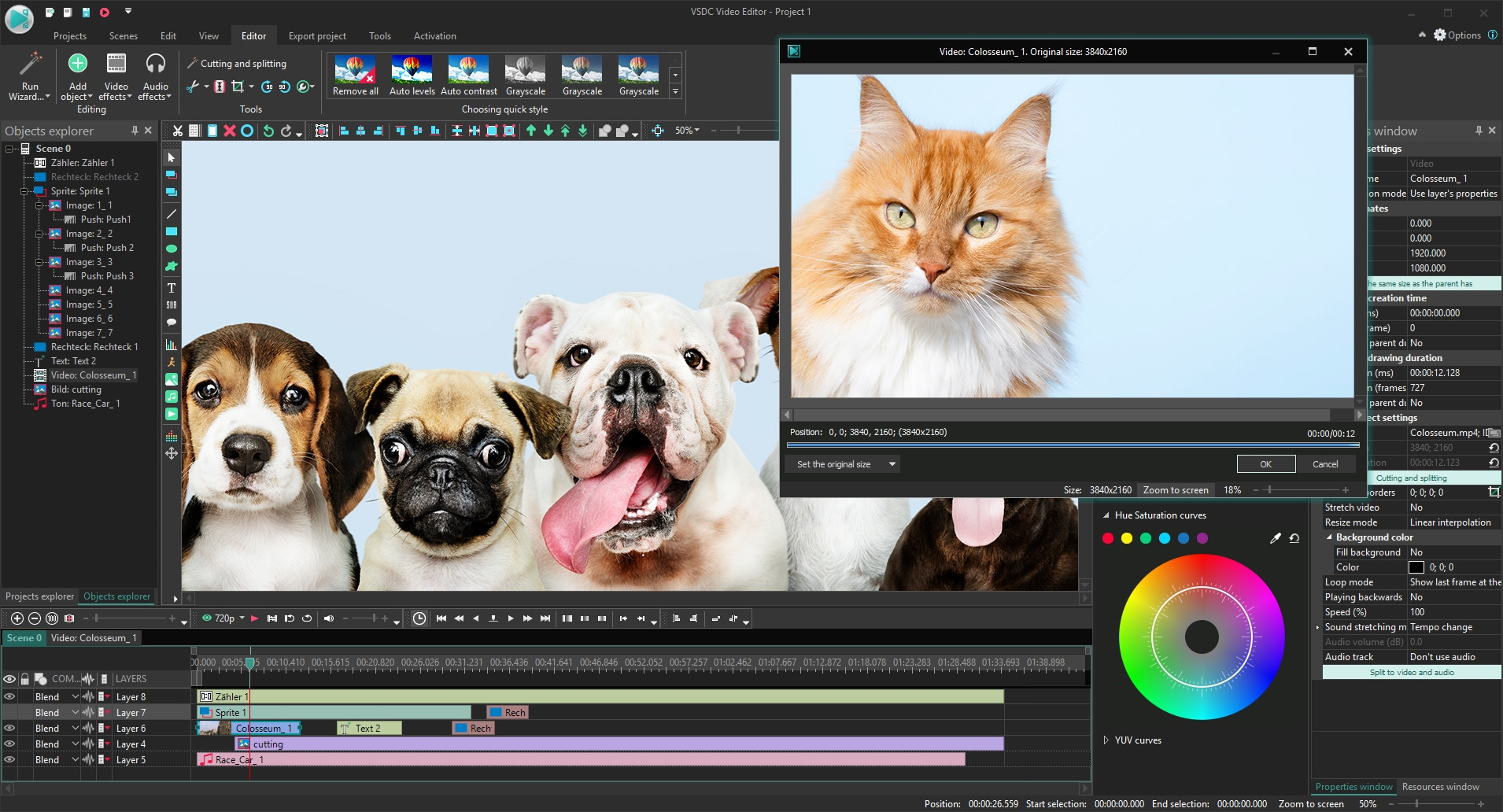
Кадрування
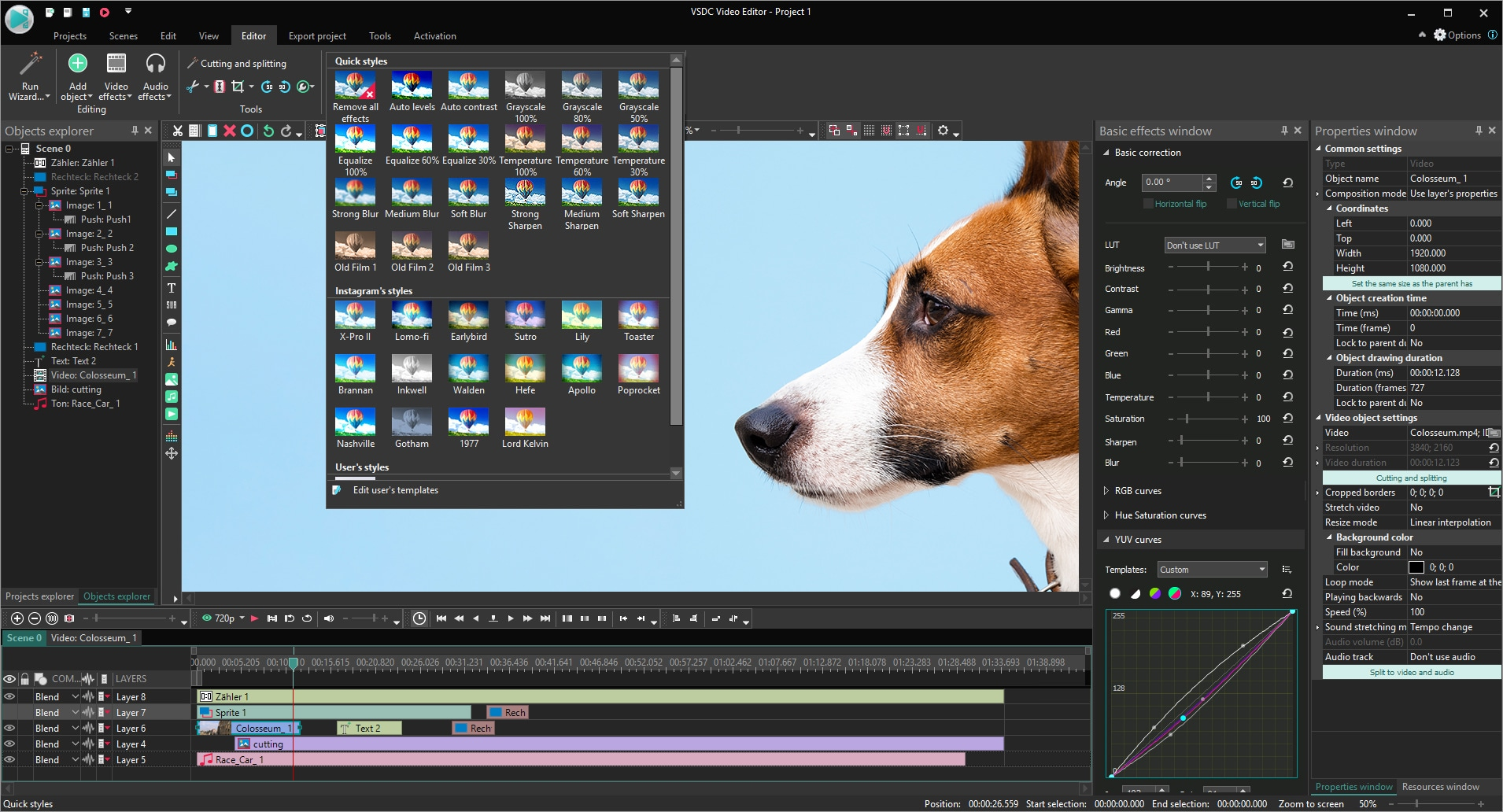
Стилі для відео
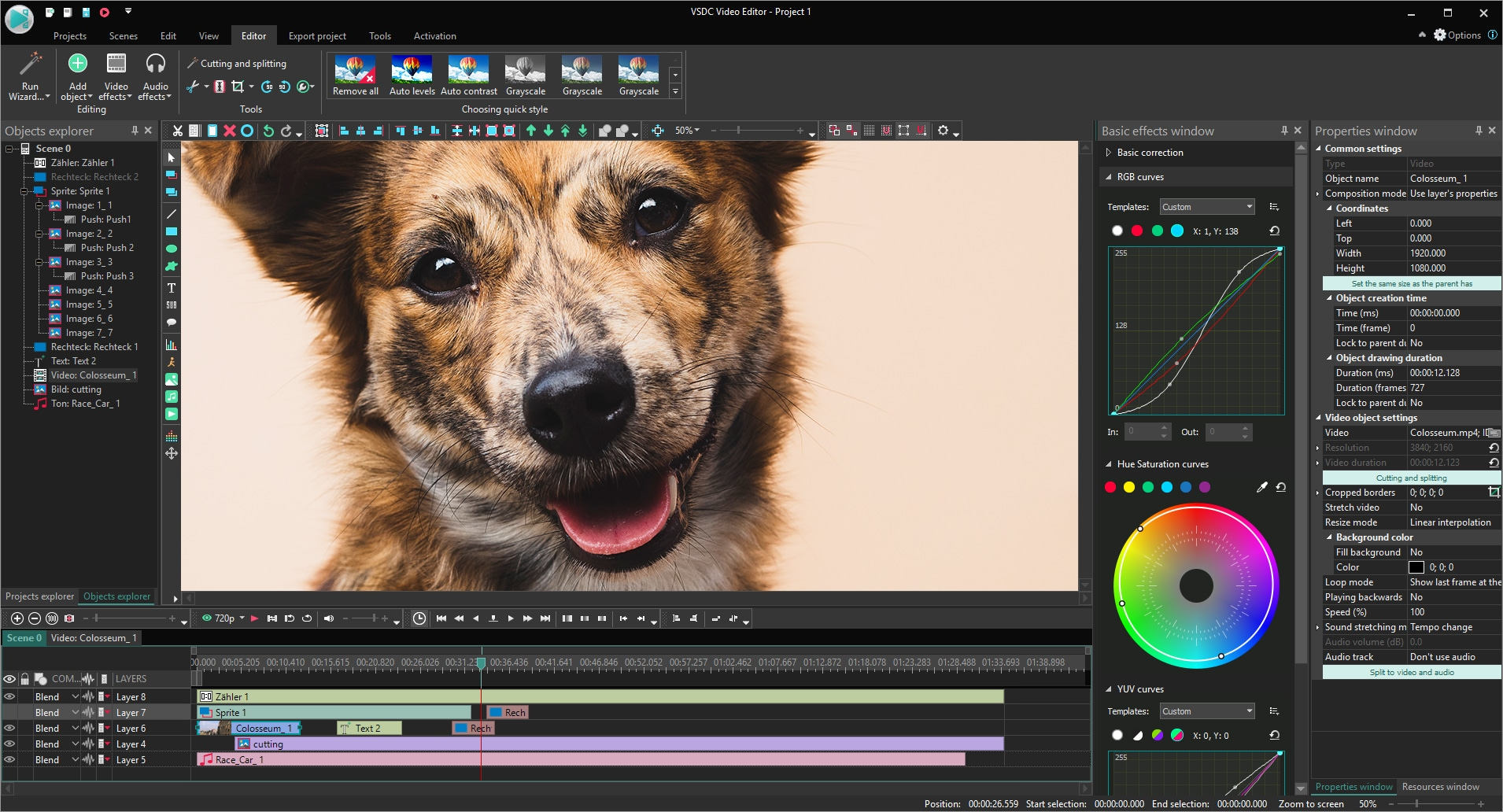
Корекція кольору
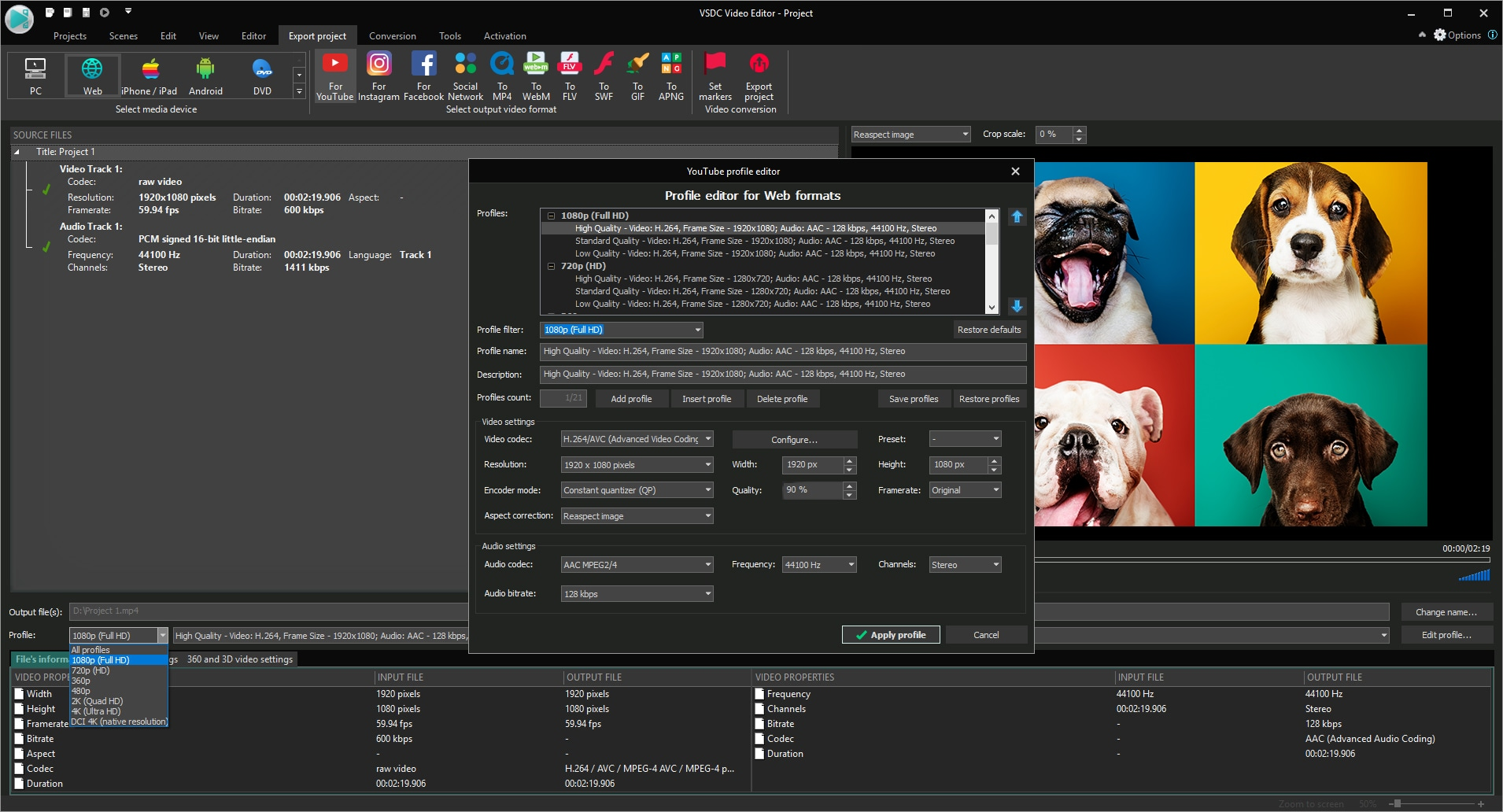
Профілі експорту

## Огляд
VSDC Free Video Editor можна безкоштовно завантажити, встановити та використовувати на Windows 2000/2003/XP/Vista/7/8/10/11. Застосунок підтримує відео та аудіофайли, записані смартфонами, екшн-камерами, професійними дзеркальними фотоапаратами та дронами. VSDC використовують у більш ніж 200 країнах світу для монтажу будь-якої складності — від створення простого відео з фотографій до обробки професійного ролика.

## Відеомонтаж

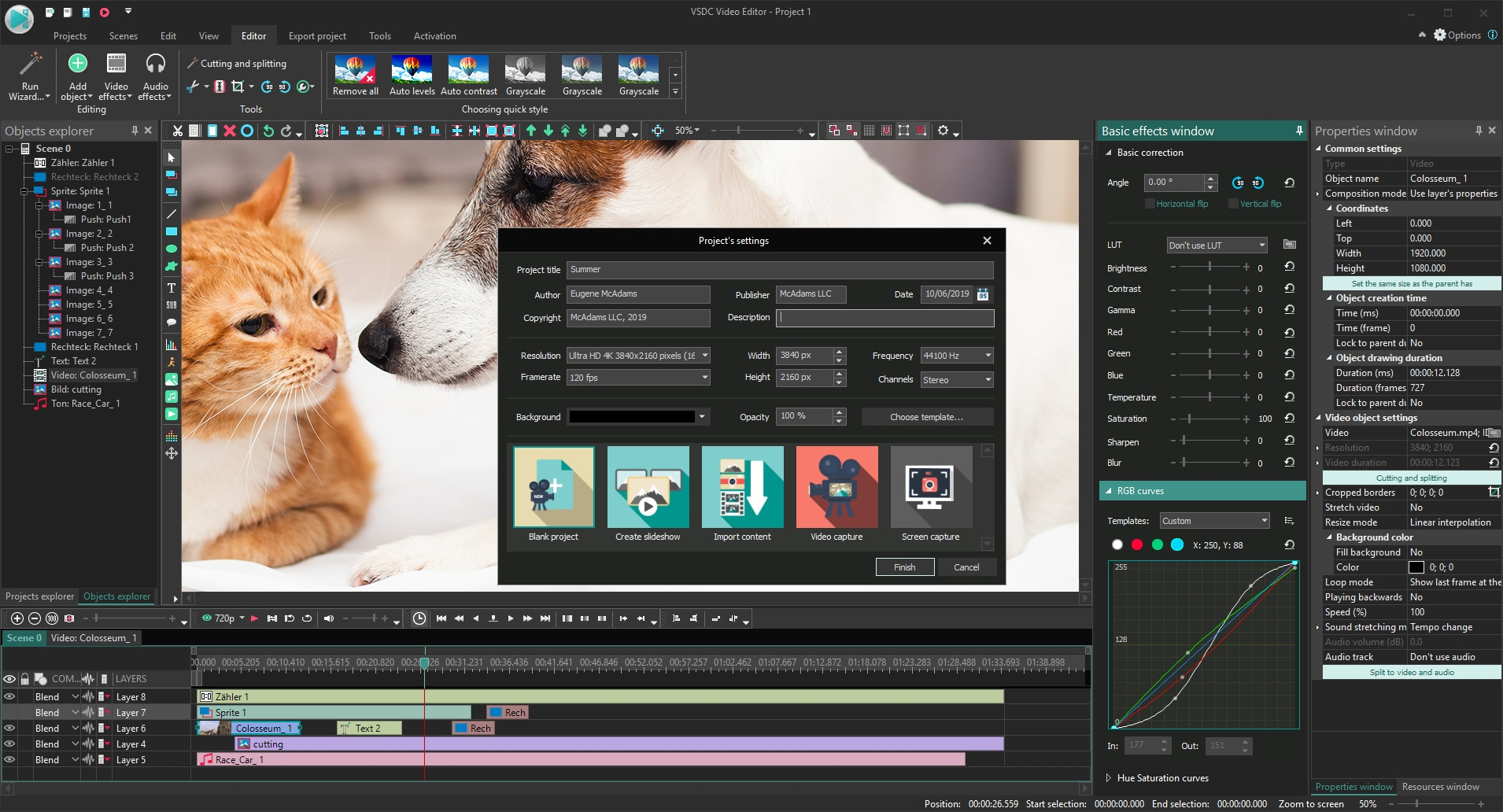
Налаштування проєкту у VSDC

### Базові інструменти редагування відео
- Кадрування, обрізка, поділ на частини, об'єднання в один файл, поворот кадру на потрібний кут, відтворення у зворотному напрямку, змінення гучності
- Змінення початкового розміру, якості та роздільної здатності відеофайлу
- Стабілізація відео
- Зміна швидкості відтворення (включно з режимом рефреймінгу Optical flow для ефекту сповільненого знімання)
- Додавання тексту та субтитрів
- Текстові ефекти: Перефарбовування, Зсув, Перетворення тексту
- 70+ ефектів переходу в розділі «Помічник слайдшоу»
- Створення снапшотів
- Фільтр DeLogo, що автоматично приховує зайві елементи у відео за допомогою розмитої або піксельної маски
- Перетворення відео 360° на відео 2D
- Перетворення 3D відео на 2D відео
- Колірні фільтри для відео в стилі Instagram
- Два режими масок типу «Inpainting» для відновлення пошкоджених частин відео або зображень
- Повнофункціональний текстовий редактор для заголовків та ефектів із застосуванням тексту
- Вбудований відеоконвертер із підтримкою понад 20 форматів
- Вбудований інструмент для запису екрана
- Вбудований інструмент для запису голосу

### Професійні інструменти відеоредагування

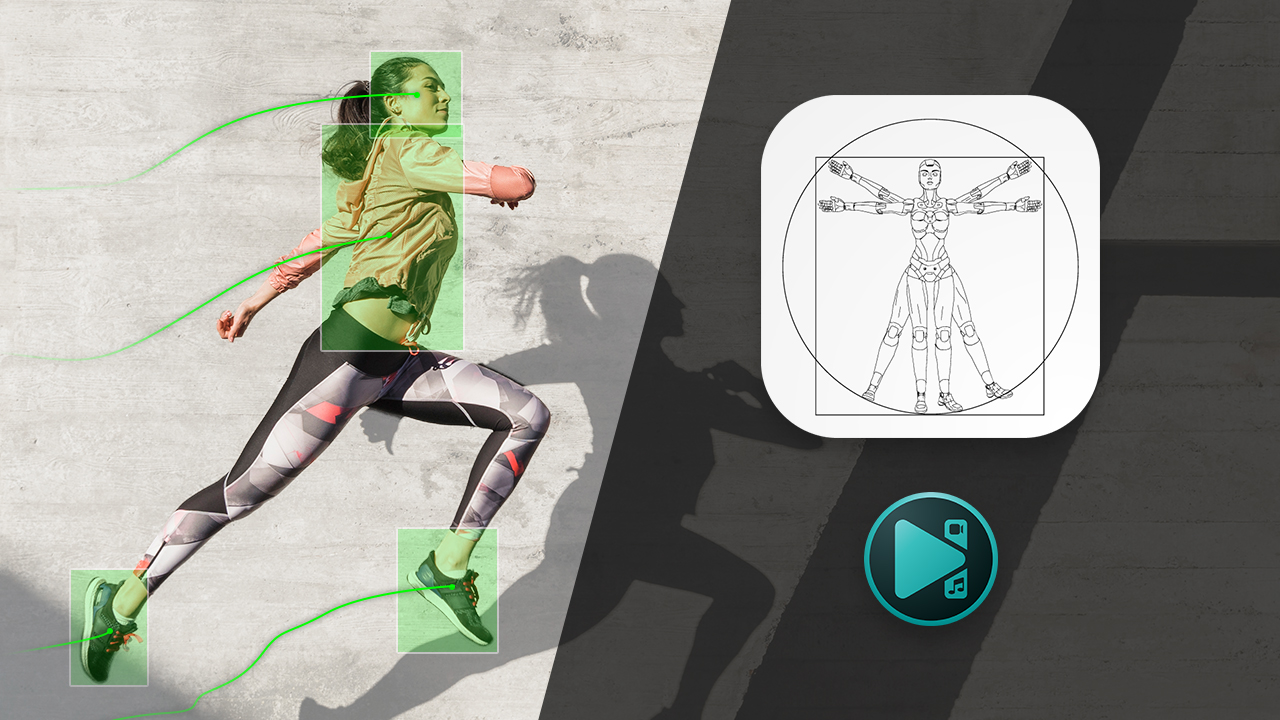
Модуль відстеження руху об'єкта на відео

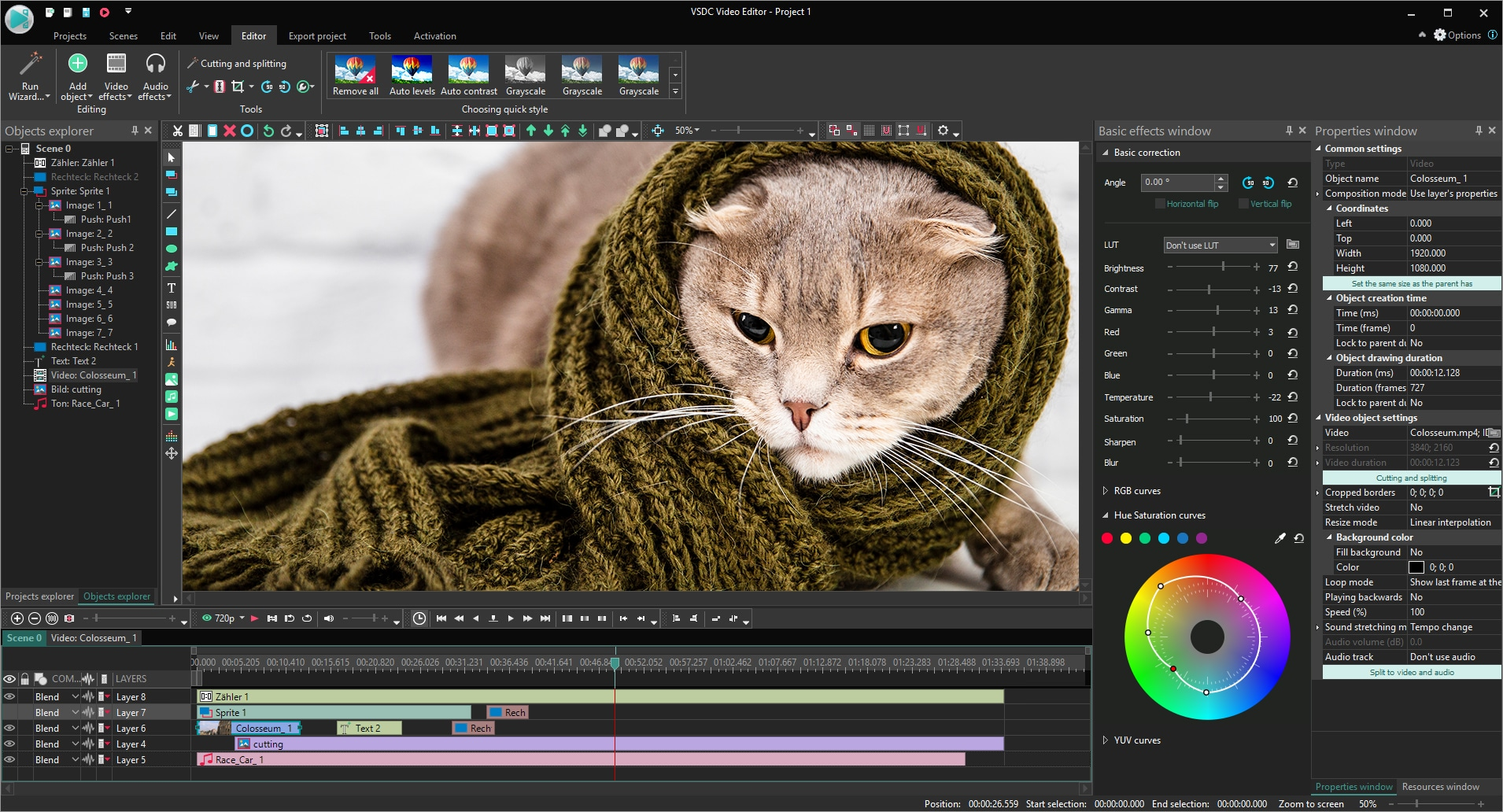
Професійна корекція кольору

«Motion tracking» — модуль відстеження руху об'єктів на відео, що дозволяє використовувати отриману траєкторію для будь-яких елементів — підписів, масок, піктограм та зображень.
Корекція кольору. Крім стандартних інструментів налаштування контрасту, яскравості та насиченості, застосунок пропонує засоби для професійної корекції кольору:
- редактор LUT — дозволяє не тільки застосовувати вбудовані та сторонні LUT до відео та зображень, але й змінювати їх налаштування, а також створювати власні LUT;
- криві RGB, що дозволяють коригувати відео за відповідним кольором (червоний, зелений, синій або білий);
- криві тону та насиченості, що дозволяють редагувати зображення, підсилюючи та приглушуючи вибрані відтінки;
- інструмент Градієнт, що дозволяє створити плавний перехід між кольорами.

Інструмент Маска дозволяє застосовувати ефекти та фільтри до певної частини відео або зображення.
Більше ніж 30 режимів накладання для створення композицій з кількох шарів відео та зображень.
Рух і Ремаппінг — дозволяє переміщати об'єкти на сцені обраною траєкторією і задавати зміну швидкості за допомогою ключових кадрів.
Анімація — створює ілюзію руху статичних об'єктів у сцені.
Криві Безьє — дозволяють створювати плавні, налаштовувані ефекти переходу.
Інструмент «Прикрасити обличчя» дозволяє додати стилізовану маску, яка рухатиметься разом з обличчям людини в кадрі.
Генератор малюнка ШІ — інструмент, що дозволяє створювати художні інтерпретації відео та зображень за допомогою нейромереж.
Хромакей — 3 режими видалення кольору з відео (найчастіше використовується для видалення зеленого тла): HSL, UYV та «за маскою Хромакей».
Відеоефекти :
- 15 фільтрів: деінтерлейсинг, пікселізація, розмиття тощо.
- 8 динамічних ефектів: Зум, Дзеркало, Переворот тощо.
- Відеоефекти OpenGL: Бліки, Бліки Боке, Краплі дощу.
- Ефекти переходу з використанням прозорості: ефект горіння паперу, перехід через спотворення зображення, поворот сторінки тощо.
- Динамічні телевізійні ефекти: старий телевізор, зламаний телевізор, телевізійні шуми.
- Підтримка плагінів VirtualDub.
- Діаграми та графіки: гістограма, стекова, точкова, бульбашкова, лінійна, кореляційна, динамічна, покрокова, сплайнова, із заливкою, діаграма Ганта, кругова діаграма, тривимірна кругова діаграма, тривимірний тор, радарна точкова діаграма, радарна діаграма, фінансова діаграма, свічкова фінансова діаграма тощо.
- Монтаж відео 3D та 360°.

## Обробка аудіофайлів
VSDC Free Video Editor дозволяє розділити відеофайл на аудіо- та відеодоріжки, щоб редагувати їх як окремі елементи: звукову хвилю та відеошар.
Доступні інструменти редагування звуку та аудіо ефекти:
- Аудіоспектр — інструмент динамічної візуалізації музики;
- вбудована функція Voice over дозволяє записувати та накладати голос;
- ефекти звукової амплітуди (нормалізація, згасання, зростання) допомагають покращити звучання;
- ефекти затримки, темпу, тембру надають звуковим доріжкам відповідного звучання: ніби вони виконуються хором, розтягуються в часі або відтворюються у зворотному напрямку;
- інструменти DeNoise (медіанний фільтр та гейт) знижують рівень шуму у знятому відео;
- можливість одночасної роботи з кількома звуковими доріжками;
- інструмент «Редагувати ритм», що дозволяє автоматично синхронізувати появу та інтенсивність застосування відеоефектів із частотою та гучністю звуку.

## Формати та кодеки
| Формати для імпорту даних | Формати для імпорту даних                                                               | Формати для імпорту даних                   |
| --- | --------------------------------------------------------------------------------------- | ------------------------------------------- |
| Відео | Аудіо                                                                                   | Зображення                                  |
| WebM, AVI, QuickTime (MP4/M4V, 3GP/2G2, QuickTime File Format), HDVideo/AVCHD (MTS, M2TS, TS, MOD, TOD), Windows Media (WMV, ASF, DVR-MS), DVD / VOB, VCD/SVCD, MPEG /MPEG-1/DAT, Matroska Video (MKV), Real Media Video (RM, RMVB), Flash Video (SWF, FLV), DV, AMV, MTV, NUT, H.264 /MPEG-4, MJPEG, H265/HEVC, SVG, webP, GIF | MP3/MP2, WMA, M4A, AAC, FLAC, Ogg, RA, RAM, VOC, WAV, AC3, AIFF, MPA, AU, APE, CUE, CDA | BMP, JPEG/JPG, PNG, PSD, GIF, ICO, CUR, SVG |

| Формати для експорту даних             | Формати для експорту даних                                                                                | Формати для експорту даних | Формати для експорту даних | Формати для експорту даних | Формати для експорту даних | Формати для експорту даних | Формати для експорту даних |
| -------------------------------------- | --- | -------------------------- | -------------------------- | -------------------------- | -------------------------- | -------------------------- | -------------------------- |
| ПК                                     | Інтернет                                                                                                  | iPhone/iPad                | DVD                        | Мобільні пристрої          | PSP                        | Xbox                       | MP3/MP4                    |
| AMV, MPG, MOV, WMV , MKV, RM, SWF, FLV | для соціальних мереж YouTube, Instagram, Facebook, Twitter, Vimeo, а також MP4, WebM, FLV, SWF, GIF, APNG | M4V                        | DVD, VCD, AVI, MPG         | 3GP, 3G2, MP4, RM          | PSP                        | WMV, AVI, MP4, DVD         | MP4, AMV, MTV              |